# 赤嶺正惠
赤嶺親雲上正惠（あかみね ぺーちん しょうけい、1737年〈乾隆2年〉9月23日 - 1778年〈乾隆43年〉7月19日）は、琉球王国の官人。童名は思龜、唐名は郭弘基。号は純心。

## 生涯
- 乾隆2年（1737年）9月23日、赤嶺筑登之正周の長男として生まれる。母は虞氏眞蒲戸。手登根里之子親雲上範長の長女・眞呉瑞を正室に迎える。
- 乾隆7年（1742年）12月15日、父の跡を継いで小禄間切赤嶺地頭職に任ぜられた。
- 乾隆16年（1751年）8月20日、親見世若筆者に任命され、乾隆17年（1752年）2月13日に欹髻（元服）を行う。
- 乾隆19年（1754年）閏4月20日、家祖である寧波親雲上正親（郭世忠）の功績を理由に、正式に知行高15石を賜る。奉呈文には寧波親雲上が筆者主取・御右筆主取を歴任し、旅役も抜群の功績を挙げたことが記されていた。
- 乾隆20年（1755年）12月1日、親見世筆者に昇進し、筑登之座敷に叙された。
- 乾隆28年（1763年）12月1日には取納座筆者に任命され、黄冠を授与され、翌年の乾隆29年（1764年）12月1日には、取納座大屋子へと昇進した。
- 乾隆43年（1778年）7月19日死去。享年42。

## 系譜
- 正室：眞呉瑞（手登根里之子親雲上範長女）
- 長男：正邑（童名：眞蒲戸、唐名：郭秉彜、2歳で夭折）
- 次男：正盈（郭紹緒）
- 三男：許田筑登之正升
- 四男：正矩（童名：眞仁牛、唐名：郭永緒、3歳で夭折）
- 長女：眞蒲戸